# Andreas Vilcinskas
Andreas Vilcinskas (* 4. Januar 1964 in Kaiserslautern) ist ein deutscher Zoologe, Forscher und Hochschullehrer. Sein Forschungsgebiet sind Biochemie, Entwicklungsbiologie und Immunologie der Insekten.

## Leben
Sein Großvater stammt aus Litauen.
1984 begann Andreas Vilcinskas sein Biologiestudium an der Universität Kaiserslautern und an der FU Berlin, welches er 1990 mit einem Diplom abschloss. Nach seinem Studium war er für ein Jahr wissenschaftlicher Mitarbeiter beim Fischereiamt Berlin, bevor er 1992 als Doktorand und Nachwuchsförderstipendiat am Institut für Zoologie der FU arbeitete und 1994 promovierte. Andreas Vilcinskas blieb am Institut als wissenschaftlicher Mitarbeiter und habilitierte dort 1998. Zwischen 1994 und 2004 war er als Gastprofessor für Evolutionsbiologie und Spezielle Zoologie an der Universität Potsdam und wechselte dann 2011 als ordentlicher Professor für Angewandte Entomologie an die Justus-Liebig-Universität Gießen. Zugleich war Andreas Vilcinskas von 2006 bis 2013 geschäftsführender Direktor des Institutes für Phytopathologie und Angewandte Zoologie am Interdisziplinären Forschungszentrum (IFZ) der Universität Gießen und seit 2009 Leiter der Fraunhofer Projektgruppe Bioressourcen im Technologie- und Innovationszentrum (TIG) Gießen. 2011 wurde Andreas Vilcinskas Koordinator und Sprecher des LOEWE-Schwerpunktes (ab 2014 LOEWE-Zentrum) „Insektenbiotechnologie“. 2020 wurde er parallel zu seiner Professur Gründungsdirektor des Fraunhofer-Instituts für Bioressourcen in Gießen.

## Werke (Auswahl)
- 1000 Fische. (Mit Sonderteil Wale und Delphine). Naumann und Göbel, Köln 2005, ISBN 3-625-10570-5.
- Fische. Mitteleuropäische Süßwasserarten und Meeresfische der Nord- und Ostsee. blv, München u. a. 2000, ISBN 3-405-15848-6 (2., durchgesehene Auflage ebenda 2004).
- Haie und Rochen. Komet, Köln 2011, ISBN 9783869411378.
- Heimische Aquarienfische. bede-Verlag, Ruhmannsfelden 2000, ISBN 3-933646-50-2.
- Meerestiere der Tropen. Ein Bestimmungsbuch für Taucher, Schnorchler und Aquarianer (Über 700 niedere Tiere, Fische, Reptilien und Säuger). Kosmos, Stuttgart 2000, ISBN 3-440-07943-0.
- Meeresfische Europas. Merkmale, Verbreitung, Lebensweise. Illustrationen: Manuela Hutschenreuther. Naturbuch-Verlag, Augsburg 1996, ISBN 3-89440-184-2.
- mit Christian Wolter: Fischfauna der Bundeswasserstraßen in Berlin, Brandenburg, Sachsen-Anhalt. Bundesanstalt für Gewässerkunde, Koblenz u. a. 1995.
- Biochemische und immunologische Untersuchungen zur humoralen Abwehr von Pilzinfektionen bei Insekten am Beispiel der großen Wachsmotte Galleria mellonella (Lepidoptera). Zugleich: Dissertation, Freie Universität, Berlin 1994. Mikrofiche-Ausgabe. Berlin 1994.
- Einheimische Süßwasserfische. Alle Arten: Merkmale, Verbreitung, Lebensweise. Zeichnungen: Manuela Hutschenreiter. Naturbuch-Verlag, Augsburg 1993, ISBN 3-89440-051-X.